# Planimeter
Et planimeter er et måleinstrument, som bruges til at bestemme arealet af en vilkårlig figur på en plan overflade. 
Instrumentet kan bruges til mange formål hvoraf de mest almindelige er udregning af areal på luftfotos, målfaste tegninger og (ikke fortegnede) kort.
Planimetre findes i flere forskellige udførsler, men de fleste fungerer efter samme princip. Der er tre hovedtyper; polær, lineær og Prytz "økse" planimeter. Den schweiziske matematiker Jakob Amsler-Laffon byggede det første moderne planimeter i 1854, men princippet var blevet udviklet af Johann Martin Hermann allerede i 1814. Mange planimetre har siden fulgt princippet i Amsler's planimeter – også de moderne elektroniske.
Planimetret er siden blevet elektronisk ligesom mange af de andre klassiske måleinstrumenter med de fordele det medfører. Først og fremmest præcision og bekvemmelighed. Bekvemmelighed i den forstand, at det er nemt at nulstille og kan holde en midlertidig værdi samt udlæse resultatet direkte i metriske eller engelske måleenheder. Holdefunktionen er især nyttigt hvis man f.eks. skal måle arealet af en sø og der i midten af søen er en ø, der ikke skal regnes med i arealet, da den så kan trækkes fra direkte uden man behøver en mellemregning. Normalt måler man arealet med uret, men skal f.eks. en ø i midten trækkes fra, flyttes planimetret til øen i midten (holdefunktionen bruges mens planimetret flyttes) og øen i midten trækkes så fra ved at køre mod uret. De lidt mere avancerede har desuden mulighed for direkte indtastning af størrelsesforhold, så man kan få arealet af f.eks. en sø direkte. Topmodellerne har desuden mulighed for udmåling af omkredsen og nogle findes endda med indbygget printer til udskrivning af resultater.